# Стјуарт Хог
Стјуарт Хог (енгл. Stuart Hogg; 24. јун 1992) професионални је рагбиста и шкотски репрезентативац који тренутно игра за Глазгов Вориорс.

## Биографија
Висок 180 цм, тежак 93 кг, Хог од почетка каријере игра за Глазгов Вориорс, за који је до сада одиграо 68 утакмица и постигао 120 поена. За репрезентацију Шкотске одиграо је 36 тест мечева и постигао 51 поен. Један је од најбољих аријера у Европи.